# Abu-l-Hajjaj Yússuf
Abu-l-Hajjaj Yússuf ibn Abd-Al·lah ibn Sad ibn Mardanix o, més senzillament, Abu-l-Hajjaj Yússuf fou governador de Balànsiya de 1146 a 1186
Germà de Muhàmmad ibn Mardanix, el Rei Llop que havia dominat l'emirat de Mursiyya, fou nomenat pel seu germà com a governador de Balànsiya, càrrec en què estigué des de 1146 fins a 1186. El Rei Llop era un bon guerrer, però massa dilapidador, i exigia massa tributs als seus vassalls, de manera que el seu germà Abu-l-Hajjaj Yússuf lliurà finalment l'emirat de Balànsiya als almohades el 1171, i continuà ell mateix com a governador fins a la seua mort el 1186.
Aprofitant la inestabilitat que havia causat la mort del Rei Llop, els cristians intentaren conquerir Balànsiya. Alfons el Cast conquistà el territori on fundà Terol el 1171, a 150 km de València riu Túria amunt, i feu una incursió a la ciutat de València el 1172, davant la qual Abu-l-Hajjaj Yússuf, que governava sotmès a l'emperador almohade, li oferí duplicar el tribut que el seu germà li havia estat pagant als reis d'Aragó i Catalunya mentre vivia. Alfons el Cast acceptà el tribut i gràcies a això Abu-l-Hajjaj Yússuf pogué mantenir Balànsiya fins a la seua mort.